# Classificació espectral dels asteroides
Un tipus espectral d'asteroides s'assigna als asteroides en funció del seu espectre de reflectància, color i, de vegades, albedo. Es creu que aquests tipus corresponen a la composició de la superfície d'un asteroide. Per als cossos petits que no estan diferenciats internament, la superfície i les composicions internes són presumiblement similars, mentre que se sap que els cossos grans com Ceres i Vesta tenen estructura interna.
Al llarg dels anys, hi ha hagut una sèrie d'estudis que han donat com a resultat un conjunt de diferents sistemes taxonòmics com les classificacions Tholen, SMASS i Bus-DeMeo.

## Sistemes taxonòmics
L'any 1975, els astrònoms Clark R. Chapman, David Morrison i Ben Zellner van desenvolupar un sistema taxonòmic senzill per a asteroides basat en el color, l'albedo i la forma espectral. Les tres categories es van etiquetar amb «C» per als objectes carbonosos foscos, «S» per a objectes pedregosos (silicicis) i «U» per als que no encaixaven ni en C ni en S.

Distribució dels tipus espectrals d'asteroides per distància al Sol

Aquesta divisió bàsica dels espectres d'asteroides s'ha ampliat i aclarit des de llavors. Actualment existeixen diversos esquemes de classificació i, tot i que s'esforcen per mantenir una certa consistència mútua, molts asteroides s'ordenen en diferents classes segons l'esquema particular. Això es deu a l'ús de criteris diferents per a cada enfocament.
A continuació es descriuen les dues classificacions més utilitzades:

### Visió general de les classificacionsTholeniSMASS
| Tholen  | SMASSII (Bus)         | Albedo                              | Característiques espectrals |
| ------- | --------------------- | ----------------------------------- | --- |
| A       | A                     | moderat                             | Pendent vermell molt pronunciat a curt de 0,75 μm; característica d'absorció moderadament profunda de 0,75 μm.                                                                                                  |
| B, F    | B                     | baix                                | Espectres lineals, generalment sense trets. Diferències en les característiques d'absorció UV i presència/absència de característica d'absorció estreta prop de 0,7 μm.                                         |
| C, G    | C, Cb, Ch, Cg, Chg    | baix                                | Espectres lineals, generalment sense trets. Diferències en les característiques d'absorció UV i presència/absència de característica d'absorció estreta prop de 0,7 μm.                                         |
| D       | D                     | baix                                | Espectre relativament sense trets amb un pendent vermell molt pronunciat. |
| E, M, P | X, Xc, Xe, Xk         | des de baix (P) fins a molt alt (E) | Espectre generalment sense trets amb pendent vermellosa; diferències en característiques d'absorció subtil i/o curvatura espectral i/o reflectància relativa màxima.                                            |
| Q       | Q                     | moderat                             | Pendent vermellós curt de 0,7 μm; característica d'absorció profunda i arrodonida de 0,75 μm. |
| R       | R                     | moderat                             | Pendent vermellós moderat cap avall de 0,7 μm; absorció profunda de 0,75 μm. |
| S       | S, Sa, Sk, Sl, Sq, Sr | moderat                             | Pendent vermellós moderadament pronunciat cap avall de 0,7 μm; absorció de moderada a forta a llarg termini de 0,75 μm; pic de reflectància a 0,73 μm. Subgrups intermedis entre les classes S i A, K, L, Q, R. |
| T       | T                     | baix                                | Moderadament vermellós curt de 0,75 μm; pla després. |
| V       | V                     | moderat                             | Vermellós curt de 0,7 μm; absorció extremadament profunda a llarg termini de 0,75 μm. |
| —       | K                     | moderat                             | Pendent vermell moderadament pronunciat a curt termini de 0,75 μm; màxim amb un angle suau i pla a blavós de 0,75 μm, amb poca o cap curvatura.                                                                 |
| —       | L, Ld                 | moderat                             | Desnivell vermell molt pronunciat a curt de 0,75 μm; pla llarg de 0,75 μm; diferències en el nivell màxim. |
| —       | O                     | —                                   | Tendència peculiar, coneguda fins ara per molt pocs asteroides. |

### ClassificacióS3OS2
El Small Solar System Objects Spectroscopic Survey (S3OS2 o S3OS2, també conegut com a Classificació de Lazzaro) va observar 820 asteroides, utilitzant l'antic telescopi ESO d'1,52 metres a l'Observatori de La Silla durant el període 1996-2001. Aquest estudi va aplicar tant la taxonomia Tholen com la de Bus-Binzel (SMASS) als objectes observats, molts dels quals no havien estat classificats anteriorment. Per a la classificació semblant a Tholen, la recerca va introduir un nou «tipus Caa», que mostra una àmplia banda d'absorció associada que indica una alteració aquosa de la superfície del cos. La classe Caa correspon al tipus C de Tholen i al tipus Ch hidratat de SMASS (incloent alguns tipus Cgh-, Cg- i C) i es va assignar a 106 cossos o al 13% dels objectes estudiats. A més, S3OS2 utilitza la classe K per als dos esquemes de classificació, un tipus que no existeix a la taxonomia Tholen original.

### ClassificacióBus-DeMeo
La classificació Bus-DeMeo és un sistema taxonòmic d'asteroides dissenyat per Francesca DeMeo, Schelte Bus i Stephen Slivan l'any 2009. Es basa en les característiques de l'espectre de reflectància de 371 asteroides mesurats amb una longitud d'ona de 0,45 a 2,45 micròmetres. Aquest sistema de 24 classes introdueix un nou «tipus Sv» i es basa en una anàlisi de components principals, d'acord amb la taxonomia SMASS, que es basa en la classificació de Tholen.

### ClassificacióTholen
La taxonomia més utilitzada durant més d'una dècada ha estat la de David J. Tholen, proposada per primera vegada el 1984. Aquesta classificació es va desenvolupar a partir d'espectres de banda ampla (entre 0,31 μm i 1,06 μm) obtinguts durant l'Estudi d'Asteroides de vuit colors (Eight-Color Asteroid Survey, ECAS) a la dècada del 1980, en combinació amb mesures d'albedo. La formulació original es basava en 978 asteroides. L'esquema de Tholen inclou 14 tipus, la majoria d'asteroides pertanyen a una de les tres categories àmplies i diversos tipus més petits (vegeu també Visió general de Tholen i SMASS anterior).
Els tipus són, amb els seus exemplars més grans entre parèntesis:

#### Grup C
Els asteroides del grup C són objectes foscos i carbonosos. La majoria dels cossos d'aquest grup pertanyen al tipus C estàndard (per exemple, 10 Hygiea) i al tipus B una mica «més brillant» (2 Pallas). El tipus F (704 Interàmnia) i el tipus G (1 Ceres) són molt més rars. Altres classes de baixa albedo són els tipus D (624 Hèctor), que es veuen típicament al cinturó d'asteroides exterior i entre els troians de Júpiter, així com els rars asteroides de tipus T (96 Aegle) del cinturó principal interior.

#### Grup S
Els asteroides amb un tipus S (15 Eunòmia, 3 Juno) són objectes silícics (o «pedres»). Un altre grup gran són els pedregosos tipus V (4 Vesta), també coneguts com a «vestoides» més comuns entre els membres de la gran família de Vesta, que es creu que es van originar a partir d'un gran cràter d'impacte a Vesta. Altres classes petites inclouen el tipus A (246 Asporina), el tipus Q (1862 Apol·lo) i els asteroides tipus R (349 Dembowska).

#### Grup X
El grup paraigua d'asteroides de tipus X es pot dividir en tres subgrups, depenent del grau de reflectivitat de l'objecte (fosc, intermedi, brillant). Els més foscos estan relacionats amb el grup C, amb una albedo per sota de 0,1. Aquests són el tipus P «primitiu» (259 Aletheia, 190 Ismene), que es diferencien del tipus M «metàl·lic» (16 Psyche) amb una albedo intermèdia de 0,10 a 0,30, i de l'asteroide brillant del tipus E  «enstatita», vist majoritàriament entre els membres de la família d'Hungaria a la regió més interna del cinturó d'asteroides.

#### Característiques taxonòmiques
La taxonomia de Tholen pot incloure fins a quatre lletres (per exemple, «SCTU»). L'esquema de classificació utilitza la lletra «I» per a dades espectrals «incoherents» i no s'ha de confondre amb un tipus espectral. Un exemple és l'asteroide temistià 515 Athalia, que, en el moment de la classificació, era inconsistent, ja que l'espectre i l'albedo del cos eren el d'un asteroide pedregós i carbònic, respectivament. Quan l'anàlisi numèrica del color subjacent era ambigua, als objectes se'ls assignaven dos o tres tipus en comptes d'un sol (per exemple, «CG» o «SCT»), per la qual cosa la seqüència de tipus reflecteix l'ordre de la desviació estàndard numèrica creixent, amb el tipus espectral més ajustat esmentat primer. La taxonomia de Tholen també té notacions addicionals, afegides al tipus espectral. La lletra «U» és una etiqueta qualificadora, utilitzada per a asteroides amb un espectre «inusual» (unusual en anglès), que cau lluny del centre del cúmul determinat en l'anàlisi numèrica. La notació «:» (uns dos punts) i «::» (dos dos punts) s'afegeixen quan les dades espectrals són «sorolloses» o «molt sorolloses», respectivament. Per exemple, el creuador de Mart 1747 Wright té una classe «AU:», el que significa que és un asteroide de tipus A, tot i que amb un espectre inusual i sorollós.

### ClassificacióSMASS
Aquesta és una taxonomia més recent introduïda pels astrònoms estatunidencs Schelte Bus i Richard Binzel l'any 2002, basada en el Small Main-Belt Asteroid Spectroscopic Survey (SMASS) de 1.447 asteroides. Aquesta enquesta va produir espectres d'una resolució molt més alta que l'ECAS (vegeu la classificació de Tholen més amunt) i va poder resoldre una varietat de característiques espectrals estretes. Tanmateix, es va observar un rang una mica més petit de longituds d'ona (0,44 μm a 0,92 μm). A més, no es van tenir en compte les albedos. Intentant mantenir la taxonomia de Tholen tant com fos possible tenint en compte les diferents dades, els asteroides es van classificar en els 26 tipus que s'indiquen a continuació. Pel que fa a la taxonomia de Tholen, la majoria dels cossos es troben en les tres grans categories C, S i X, amb uns quants cossos inusuals classificats en diversos més petits:
- El grup C d'objectes carbonis inclou l'asteroide de tipus C, el més «estàndard» dels objectes carbonis no B, l'asteroide de tipus B «més brillant» que es solapa en gran part amb els tipus Tholen B i F, el tipus Cb que transició entre els objectes simples de tipus C i B, i els tipus Cg, Ch i Cgh que estan una mica relacionats amb el tipus G de Tholen. La «h» significa «hidratat».

- El grup S d'objectes silicosos («pedregosos») inclou l'asteroide de tipus S més comú, així com els tipus A, Q i R. Les noves classes inclouen els asteroides de tipus K (181 Eucharis, 221 Eos) i de tipus L (83 Beatrix). També hi ha cinc classes, Sa, Sq, Sr, Sk i Sl que passen entre el tipus S normal i els altres tipus corresponents d'aquest grup.
- El grup X d'objectes majoritàriament metàl·lics. Això inclou els asteroides de tipus X més comuns, així com els tipus M, E o P segons els classificats per Tholen. Els Xe, Xc i Xk són tipus de transició entre les classes X- i les corresponents classes E, C i K.
- Altres classes espectrals inclouen els tipus T, D i V (4 Vesta). El tipus Ld és una classe nova i té característiques espectrals més extremes que l'asteroide tipus L. Des de llavors, la nova classe d'asteroides de tipus O només s'ha assignat a l'asteroide 3628 Božněmcová.

Es va trobar que un nombre significatiu de petits asteroides s'incloïen en els tipus Q, R i V, que només estaven representats per un sol cos en l'esquema Tholen. A l'esquema Bus i Binzel SMASS només es va assignar un tipus únic a qualsevol asteroide en particular.

## Índex de color
La caracterització d'un asteroide inclou la mesura dels seus índexs de color derivats d'un sistema fotomètric. Això es fa mesurant la brillantor de l'objecte mitjançant un conjunt de diferents filtres específics de longitud d'ona, les anomenades «bandes de pas».

Longituds d'ona (nm)

En el sistema fotomètric UBV, que també s'utilitza per caracteritzar objectes llunyans a més dels asteroides clàssics, els tres filtres bàsics són:
- U: banda de pas per a la llum ultraviolada, (~ 320-380 nm, mitjana 364 nm)
- B: banda de pas per a la llum blava, inclosa una mica de violeta, (~ 395-500 nm, mitjana 442 nm)
- V: banda de pas sensible a la llum visible, més concretament la part verda-groga de la llum visible (~ 510-600 nm, mitjana 540 nm)

| Colors          | violeta    | blau       | cian       | verd       | groc       | taronja    | vermell    |
| Longituds d'ona | 380–450 nm | 450–495 nm | 495–520 nm | 520–570 nm | 570–590 nm | 590–620 nm | 620–750 nm |

En una observació, la brillantor d'un objecte es mesura dues vegades a través d'un filtre diferent. La diferència de magnitud resultant s'anomena índex de color. Per als asteroides, els índexs de color U−B o B−V són els més comuns. A més, també s'utilitzen els índexs V−R, V−I i R−I, on les lletres fotomètriques representen visible (V), vermell (R) i infrarroig (I). Es pot obtenir una seqüència fotomètrica com V–R–B–I a partir de les observacions en pocs minuts.
| Índex de color | Plutins     | Cubewans    | Centaures   | Disc dispers | Cometes     | Troians de Júpiter |
| -------------- | ----------- | ----------- | ----------- | ------------ | ----------- | ------------------ |
| B−V            | 0,895±0,190 | 0,973±0,174 | 0,886±0,213 | 0,875±0,159  | 0,795±0,035 | 0,777±0,091        |
| V−R            | 0,568±0,106 | 0,622±0,126 | 0,573±0,127 | 0,553±0,132  | 0,441±0,122 | 0,445±0,048        |
| V−I            | 1,095±0,201 | 1,181±0,237 | 1,104±0,245 | 1,070±0,220  | 0,935±0,141 | 0,861±0,090        |
| R−I            | 0,536±0,135 | 0,586±0,148 | 0,548±0,150 | 0,517±0,102  | 0,451±0,059 | 0,416±0,057        |

## Avaluació
S'espera que aquests esquemes de classificació siguin perfeccionats i/o substituïts a mesura que avança la investigació. Tanmateix, de moment, la classificació espectral basada en els dos estudis espectroscòpiques de resolució gruixuda anteriors de la dècada del 1990 segueix sent l'estàndard. Els científics no han pogut posar-se d'acord en un sistema taxonòmic millor, en gran part a causa de la dificultat d'obtenir mesures detallades de manera coherent per a una gran mostra d'asteroides (per exemple, espectres de resolució més fina o dades no espectrals com les densitats serien molt útils).

## Correlació amb tipus de meteorits
Algunes agrupacions d'asteroides s'han correlacionat amb els tipus de meteorits:
- Tipus C: meteorits de condrita carbonatada.
- Tipus S: meteorits durs (pedregosos).
- Tipus M: meteorits metàl·lics.
- Tipus V: meteorits HED.